# تماس (فیلم ۱۹۸۸)
تماس (به هندی: Tamas) یا تاریکی فیلمی محصول سال ۱۹۸۸ و به کارگردانی گوویند نیهلانی است. در این فیلم بازیگرانی همچون اوم پوری، دیپا ساهی، بیشام ساهنی، سورکها سیکری، آمریش پوری، ای. کی. هانگال، افتخار، پانکاج کاپور، سعید جعفری ایفای نقش کرده‌اند.